# 태안 흥주사 은행나무
태안흥주사은행나무(泰安興住寺銀杏나무)는 대한민국 충청남도 태안군 태안읍 흥주사에 있는 고려시대의 은행나무이다. 2001년 6월 30일 충청남도의 기념물 제156호로 지정되었다.

## 개요
은행나무는 살아 있는 화석이라 할 만큼 오래된 나무로 우리나라, 일본, 중국 등지에 분포하고 있다. 우리나라에는 중국에서 유교와 불교가 전해질 때 같이 들어온 것으로 전해지고 있다. 가을 단풍이 매우 아름답고 병충해가 없으며 넓고 짙은 그늘을 제공한다는 장점이 있어 정자나무 또는 가로수로도 많이 심는다.
태안 흥주사 은행나무는 태안읍 백화산(白華山)에 있는 흥주사의 약 40m 전면에 위치하고 있으며, 흥주사 경내에는 만세루와 삼층석탑이 있다.
전설에 의하면 아득히 먼 옛날 먼길을 가던 노승이 백화산 산기슭에서 잠시 쉬고 있는데 꿈인 듯 하얀 산신령님이 나타나 노승이 가지고 있던 지팡이를 가리키며 이곳을 장차 부처님이 상주할 자리이니 지팡이로 이곳에 표시를 하라는 말을 듣고 깜짝 놀라 깨어보니 꿈이었다. 기이한 일이구나 생각한 노승은 꿈에 산신령님이 가리킨 지팡이를 그곳에 꽂아두고 불철주야 기도를 하니 신비스럽게도 지팡이에서 은행나무 잎이 피기 시작하였고 노승은 예사로운 일이 아닌 것을 짐작하고 더욱더 기도에 정념하니 또다시 산신령님이 나타나 말씀하시길 이 나무에 자식 없는 자 기도를 하면 자식을 얻게 되고 태어나 자식들이 부귀영화를 얻어 부처님을 모실 것이니라 하며 사라지셨다. 그 후 몇 십 년 후 산신령님 말씀대로 그 자손들에 의해 사찰이 지어졌고 이 나무에 주렁주렁 열린 탐스런 은행과 항상 푸르름처럼 부처님의 손길이 자손만대에 전해지길 바라는 마음으로 그 노승은 절의 이름을 흥주사라 이름하였다 한다.
태안 흥주사 은행나무는 나이가 900년 정도로 추정되며, 높이 20m, 둘레 8.5m이다. 이 은행나무는 약 4m 높이까지는 외줄기로 되어 있고 그 위부터 몇 개의 줄기가 곧게 하늘을 향해 갈라져 있다.
은행나무의 주간부(株間部)가 외형적 손상없이 완전하고 수피도 깨끗하며 생육상태가 양호할 뿐 만 아니라 나무의 형태도 아름다워 문화재로서 가치가 있다.

## 참고 문헌
- 태안 흥주사 은행나무 - 국가유산청 국가유산포털